# Delia antiqua
Espèce
Delia antiqua, la mouche de l'oignon, est une espèce d'insectes diptères brachycères de la famille des Anthomyiidae.

## Synonymes
- Hylemya antiqua Meigen, 1826
- Anthomyia antiqua
- Anthomyia ceparum